# Ellison–Cliffe Lecture
A Ellison–Cliffe Lecture (Palestra Ellison–Cliffe) é apresentada anualmente pela Royal Society of Medicine. Iniciada em 1987, é denominada em memória do médico Percy Cliffe e sua mulher, a médica Carice Ellison, que a patrocinaram e destinaram a ser concedida para um tema relacionado à ciência fundamental para o avanço da medicina.

## Lectures
- 1987 Walter Bodmer, on Genetics and Cancer[2]
- 1988 Charles David Marsden
- 1989 Anne McLaren, on human conceptus
- 1990 Roy Yorke Calne
- 1991 George Porter
- 1992 Joseph Smith, on the Threat of new Infectious Diseases
- 1993 Colin Blakemore
- 1994 James Black
- 1995 Dennis Lincoln
- 1996 Roger H. Clarke, on Managing Radiation Risks[3]
- 1997 John Newsom-Davis
- 1998 M. E. Pembrey
- 1999 William P. Gray[4]
- 2000 Richard Frackowiak[5]
- 2001 A. Riley
- 2002 A. Smith
- 2003 Stephen T. Holgate[6]
- 2004 Julia Polak, on embryonic stem cells and tissue engineering [7]
- 2005 Iain Hutchison
- 2006 Jill Belch, Blood vessels: Not merely plumbing
- 2007 Tony Ryan, on nanotechnology and the quest for motility[8]
- 2008 Chris Lavy[9]
- 2009 Andy Adam
- 2010 Hugh Montgomery[10]
- 2011 Kevin Warwick, on Neural Interfaces[11]
- 2012 Kevin Fong, on Medicine for Mars[12]
- 2013 Philip Beales[13]
- 2014 Michael Hastings, on circadian body clocks[14]
- 2015 Paul Freemont, life is what you make it[15]
- 2016 Carl Philpott, Smell and taste - the senses that man forgot[16]